# Station Oudeschoot
Station Oudeschoot (geografische afkorting Ods) is een voormalig treinstation aan de Staatslijn A. Het station was geopend van 15 januari 1868 tot 15 mei 1938. Het station van Oudeschoot lag tussen de huidige stations van Wolvega en Station Heerenveen. Het stationsgebouw is in 1970 gesloopt. In 1975 kwam hier Halte Heerenveen IJsstadion zonder stationsgebouw.